# Altmarkkreis Salzwedel
Altmarkkreis Salzwedel är en (Landkreis) i nordvästra delen av det tyska förbundslandet Sachsen-Anhalt. Förbundet gränsar i öst till Landkreis Stendal, i syd till Landkreis Börde samt i väst och norr till förbundslandet Niedersachsen.
Regionen ligger på den nordtyska slätten och landskapet skapades under senaste istiden.

## Administrativ indelning
I förvaltningsrättslig mening finns i modern tid ingen skillnad mellan begreppet Stadt (stad) gentemot Gemeinde (kommun). Följande kommuner och städer ligger i Altmarkkreis Salzwedel: 

### Städer
| - Arendsee (Altmark) - Gardelegen | - Kalbe (Milde) | - Klötze | - Salzwedel |

### Förvaltningsgemenskaper

#### Beetzendorf-Diesdorf
| - Apenburg-Winterfeld - Beetzendorf | - Dähre - Diesdorf | - Jübar - Kuhfelde | - Rohrberg - Wallstawe |

## Politik
Kommunförbundets beslutande församling har 42 mandat.
| Parti                 | Mandat |
| CDU                   | 19     |
| SPD                   | 9      |
| DIE LINKE             | 8      |
| FDP                   | 4      |
| Bündnis 90/Die Grünen | 1      |
| obreoende lista       | 1      |